# 956 Elisa
956 Elisa (mednarodno ime je tudi 956 Elisa) je asteroid tipa V v glavnem asteroidnem pasu. 

## Odkritje
Asteroid je odkril nemški astronom Karl Wilhelm Reinmuth (1892 – 1979) 8. avgusta 1921 . Imenuje se po materi odkritelja Elisi Reinmuth.

## Lastnosti
Asteroid Elisa obkroži Sonce v 3,48 letih. Njegova tirnica ima izsrednost 0,204, nagnjena pa je za 5,964° proti ekliptiki . 
Njegova tirnica se nahaja blizu družine asteroidov Vesta, vendar zunaj nje. Spada med asteroide tipa V. Verjetno je ostanek trka asteroida 4 Vesta z neznanim telesom .